# La Chambre ardente
Pour les articles homonymes, voir Chambre ardente.
La Chambre ardente  — The Burning Court dans l'édition originale britannique — est un roman policier de John Dickson Carr de type « whodunit », paru en 1937. Ni Gideon Fell, ni Henry Merrivale, les deux détectives récurrents de cet auteur, n'apparaissent dans ce roman. 
Publié en Angleterre, puis aux États-Unis, le roman a été controversé dès sa parution, à cause de sa fin peu orthodoxe, mais aussi en raison du mélange des genres qui s'y dévoile peu à peu. Les explications au mystère se multiplient et se font concurrence. L'histoire se passe au XXe siècle, mais elle se réfère à l'Affaire des poisons dans la France du XVIIe siècle. Puis le mystère s'épaissit jusqu'à un dénouement jusque-là inédit dans la littérature policière. Aujourd'hui, ce livre est salué comme « le roman le plus célèbre de Dickson Carr » et l'un des classiques du roman policier.
Le roman comporte une double énigme en chambre close : d'abord le meurtre supposé d'un riche propriétaire dans sa chambre dont les portes et les fenêtres étaient fermées de l’intérieur ; en second lieu la disparition mystérieuse du cadavre du défunt lors de l'exhumation.

## Personnages
- La victime
  - Miles Despard : le défunt.

- Les enquêteurs
  - Capitaine Frank Brennan : policier, dit « le Renard ».
  - Gaudan Cross : écrivain et criminaliste.

- Les suspects
  - Mark Despard : neveu du défunt.
  - Lucy Despard : femme de Mark Despard.
  - Ogden Despard : neveu du défunt, frère de Mark Despard et d'Edith Despard.
  - Edith Despard : nièce du défunt, sœur de Mark Despard et d'Ogden Despard.
  - Edward « Ted » Stevens : attaché d'édition.
  - Marie Stevens, née Marie d'Aubray : épouse de Ted Stevens.
  - Tom Partington : médecin et ami de Mark Despard, ex-fiancé d'Edith Despard, s'est enfui à la suite d'un avortement clandestin dix ans auparavant.
  - Joe Henderson : concierge et jardinier des Despard.
  - Althea Henderson : femme de chambre du défunt, épouse de Joe Henderson.
  - Myra Corbett : infirmière du défunt.
  - Margaret Lightner : femme de chambre du défunt.

- Autres personnages
  - Jonah Atkinson : entrepreneur de pompes funèbres.
  - Dr Bake : médecin du défunt.
  - Pr Warden : ami de Ted Stevens.
  - Morley : directeur littéraire.

## Résumé

### Mise en place de l'intrigue
Chapitres 1 à 5.
Cette partie est matérialisée dans le roman sous le nom de « Première partie : ACCUSATION ». L'action se situe en avril 1929, aux États-Unis, en Pennsylvanie, près de Philadelphie.
Edward Stevens, surnommé Ted, jeune responsable littéraire de la maison d'édition Herald and Son, rentre chez lui en train, tout en repensant à la mort récente de Miles Despard, l'oncle de son patron Mark Despard. Miles est officiellement décédé d'une gastro-entérite qui l'avait cloué au lit pendant plusieurs jours. Bien que cette mort soit considérée comme naturelle, la femme de chambre, Mme Henderson, a affirmé avoir vu à travers une porte vitrée la silhouette d'une femme étrangement costumée qui espionnait la chambre du malade. Elle a aussi déclaré que la femme mystérieuse semblait avoir quitté les lieux en utilisant une porte murée depuis des années. Après la mort de Miles, on a également découvert sous son oreiller un curieux morceau de ficelle où se trouvaient neuf nœuds.
Le premier mystère du roman est donc le suivant : en supposant qu'il y ait eu meurtre, qui a pu tuer Miles alors que sa chambre avait trois portes, toutes trois fermées ? La première porte donnait en effet sur le couloir mais était fermée de l'intérieur ; la deuxième sur la chambre de l'infirmière (Myra Corbett, absente au moment où le meurtre avait pu être commis) et elle-aussi fermée de l'intérieur ; la troisième sur la pièce où se trouvait la femme de chambre qui a entraperçu la « femme mystérieuse ».
Quoi qu'il en soit, Ted Stevens préfère ignorer ces événements. Il ouvre plutôt un livre qu'il rapporte chez lui pour le relire en tant qu'éditeur. L'auteur en est le grand écrivain Gauden Cross, spécialisé dans les histoires de crimes authentiques. L'ouvrage de Cross commence avec le procès et l'exécution de Marie d'Aubray, en 1681, après son jugement par le tribunal de la Chambre ardente. En annexe du manuscrit se trouve un portrait de cette dernière qui fait sursauter Ted : elle ressemble trait pour trait à sa propre épouse, qui s'appelle aussi Marie d'Aubray ! 
De retour chez lui, Ted en discute avec sa femme qui essaie de le convaincre que cette image n'a aucune importance. Ted monte se laver les mains, et quand il revient, l'image a disparu. Avant qu'il puisse comprendre ce qu'il s'est passé, la sonnette retentit. C'est Mark Despard accompagné d'un médecin nommé Partington. Mark explique qu'il a l'intime conviction que son oncle a été assassiné, car il a découvert la veille, dans la chambre même du défunt un chat de la maisonnée empoisonné à l'arsenic (après analyse chimique du breuvage bu par le chat). Il souhaite que Partington et Ted l'aident à exhumer le corps afin de faire procéder à une autopsie privée et discrète de Miles. Le cas échéant, la police sera ultérieurement mise au courant. Dans cette tâche, ils seront assistés par le jardinier, Joe Henderson, époux de la femme de chambre Althea Henderson et homme à tout faire du défunt.

### Recherche du cadavre et interrogations
Chapitres 6 à 10.
Cette partie est matérialisée dans le roman sous le nom de « Deuxième partie : PREUVE ». Elle narre les événements qui se produisent la nuit des faits mystérieux, durant quelques heures.
Miles Despard a été inhumé une semaine auparavant dans une petite crypte dont l'entrée a été scellée avec du ciment. Vers 23 h, les quatre compères (Mark Despard, Ted Stevens, Tom Partington et Joe Henderson) commencent à casser le carrelage, ce qui prend du temps. Après avoir terminé, ils descendent les marches de la crypte, ouvrent une porte en bois, et se mettent à chercher le cercueil en bois dans lequel Miles avait été placé. Ils trouvent le cercueil et l'ouvrent, mais il est vide ! Une recherche rapide confirme que le corps a disparu, alors que la crypte était scellée. Les autres cercueils n'ont manifestement pas été manipulés ni ouverts récemment, comme le prouve l'épaisse poussière sur chacun d'eux.
C'est le second mystère en chambre close du roman : sachant que le corps a été mis dans le cercueil devant témoins, puis ce cercueil transporté jusqu'à la crypte qui a été immédiatement murée, comment le cadavre a-t-il pu disparaître ?
Partington résume élégamment la double énigme de chambre close de la manière suivante : « Ma foi, il me semble que nous nous trouvons en présence du fameux problème de la chambre close, mais sous une forme plus compliquée. Il nous faut non seulement expliquer comment un assassin a pu entrer dans une pièce fermée et en ressortir sans rien déranger, mais encore nous nous trouvons en présence d'une chambre close très particulière : une crypte de granit, sans fenêtre et fermée, non point par une porte, mais par une dalle pesant une demi-tonne sur laquelle il y a une couche de gravier et de terre d'une vingtaine de centimètres d'épaisseur, le tout surmonté d'un dallage qu'un témoin certifie n'avoir pas été dérangé… ».
Les quatre hommes se mettent à réfléchir sur cette ténébreuse affaire. Mme Henderson a évoqué une femme mystérieuse qui, le soir du meurtre présumé, était dans la chambre de Miles et était étrangement costumée. Ne pourrait-il pas s'agir de Lucy, l'épouse de Mark, qui justement devait se rendre à une soirée costumée ce soir là, et qui s'est absentée durant la soirée ?
Soudain, une personne les surprend en pleine discussion : c'est Lucy, qui a été prévenue de l'ouverture de la crypte par un mystérieux télégramme ! Elle leur annonce qu'Edith Despard doit elle aussi prochainement arriver, ayant reçu le même télégramme.
La discussion reprend à la suite de l'arrivée de Lucy et d'Edith.
Lorsque Ted va se coucher à trois heures du matin, il découvre avec stupéfaction que son épouse Marie a quitté la maison en automobile. Elle lui a laissé un message, lui recommandant de ne pas s'inquiéter… De plus il manque au livre de Gauden Cross son dernier chapitre, consacré à une certaine Marie d'Aubray guillotinée en 1861 (et non pas exécutée en 1681).

### L'enquête du capitaine Brennan
Chapitres 11 à 16.
Cette partie est matérialisée dans le roman sous le nom de « troisième partie : ARGUMENT ». Il s'agit du cœur du roman, où le policier enquête et interroge la plupart des membres de la maisonnée. L'action se déroule dans la journée qui suit la partie précédente.
Le matin, Ted est seul chez lui lorsque Ogden (frère de Mark et d'Edith) se présente à la propriété. Ogden est un homme au comportement provocateur, indélicat et iconoclaste. S'ensuit une atmosphère électrique entre Ted et Ogden.
Surgit alors le capitaine Franck Brennan, de la police de Philadelphie. Il apprend aux divers protagonistes qu'il a récemment reçu une longue lettre anonyme, signée « Amor Justitiae », dénonçant les circonstances troublantes entourant la mort de Despard et affirmant que l'auteur du meurtre est une femme.
Il leur révèle aussi que la veille au soir, alors que les quatre hommes faisaient leur équipée nocturne pour exhumer le cadavre de Miles Despard dans la crypte, ils étaient suivis par un policier qu'il avait envoyé à la résidence pour les surveiller, trouvant le courrier très louche. Le policier les avait espionné et était resté en faction durant toute leur équipée.
Après témoignages des uns et des autres, les soupçons se portent d'abord sur Ted et surtout sur Marie, dont la récente disparition semble inquiétante et incompréhensible. Puis un nouvel élément mystérieux fait l'objet de son enquête : Ogden révèle à Brennan que l'infirmière Myra Corbett s'était plainte de ce qu'un tube de comprimés de morphine lui avait été dérobé quelque temps avant le décès de Miles. Or dès le lendemain, elle avait retrouvé le tube sur une petite table dans le couloir ; quelqu'un avait subtilisé quatre comprimés. Les soupçons de Brennan se portent maintenant vers Lucy et Edith…
Puisque les soupçons relatifs à la mort de Miles se portent sur une femme, et cela sur la foi des déclarations que Mme Henderson, Mark décide d'en avoir le cœur net : s'il y a un passage secret dans la chambre de Miles, on va vite le découvrir. Il se procure une hache et abat les boiseries à l’endroit où l'on suspecte l'existence du passage secret. On découvre vite que la pièce ne contient aucun passage secret. Ainsi, le témoignage de Mme Henderson devient immédiatement suspect ; son époux est lui-aussi suspect puisqu'il avait affirmé que la crypte n'avait pas été descellée depuis l'inhumation, ce qui pouvait être un mensonge. De plus, en évoquant des spectres ou des revenants, et des circonstances surnaturelles, les époux Henderson n'ont-ils pas, après avoir tué Miles et fait disparaître le cadavre, orienté volontairement les recherches sur une fausse piste ?
Lucy lit alors à l'assemblée de longs extraits d'un vieux livre relatif à l'Affaire des poisons, qui avait impliqué notamment une certaine Marie d'Aubray.
La fin de cette partie se termine par le fait qu'Ogden déclare qu'Henderson prétend avoir vu peu de temps auparavant le fantôme de Miles Despard.

### L'enquête de Gaudan Cross et la résolution rationnelle des énigmes
Chapitres 17 à 21.
Cette partie est matérialisée dans le roman sous le nom de « Quatrième partie : EXPLICATION ». Il est donné au lecteur une explication rationnelle des deux énigmes en chambre close, hors de tout revenant, spectre, sorcier ou porte secrète.
L'écrivain et ancien meurtrier Gaudan Cross se présente à son tour à la propriété. Il explique aux membres de la maisonnée qu'il vient à la demande de Marie d'Aubray, épouse de Ted et dont la « disparition » est désormais expliquée.
Cross leur explique qu'après avoir mené sa propre enquête, les Henderson sont innocents : c'est une autre personne qui, aidée d'un(e) complice, a tué Miles Despard. Il résout aussi le mystère de la disparition du cadavre par une explication rationnelle et convaincante.

### Second dénouement (inattendu)
« Épilogue ».
Cette dernière partie, intitulée « VERDICT », ne comporte que quatre pages.

## Éditions

### Éditions originales en anglais
- (en) John Dickson Carr, The Burning Court, Londres, Hamish Hamilton, 1937, 209 p. — Édition britannique
- (en) John Dickson Carr, The Burning Court, New York, Harper, 1937, 209 p. — Édition américaine

### Éditions françaises
- (fr) John Dickson Carr (auteur) et Maurice-Bernard Endrèbe (traducteur), La Chambre ardente [« The Burning Court »], Paris, La Maîtrise du Livre, coll. « L'Empreinte-police no 23 », 1948, 253 p. (BNF 31909864)
- (fr) John Dickson Carr (auteur) et Maurice-Bernard Endrèbe (traducteur), La Chambre ardente [« The Burning Court »], Paris, Club du livre policier, coll. « Les Classiques du roman policier no 2 », 1958, 286 p. (BNF 31909865)
- (fr) John Dickson Carr (auteur) et Maurice-Bernard Endrèbe (traducteur), La Chambre ardente [« The Burning Court »], Paris, Le Livre de poche, coll. « Le Livre de poche policier no 930 », 1962, 240 p. (BNF 32941145)
- (fr) John Dickson Carr (auteur) et Maurice-Bernard Endrèbe (traducteur), La Chambre ardente [« The Burning Court »], Paris, Nouvelles Éditions Oswald, coll. « Le Miroir obscur no 64 », 1948, 238 p. (ISBN 2-7304-0211-X, BNF 34760713)
- (fr) John Dickson Carr (auteur) et Maurice-Bernard Endrèbe (traducteur), La Chambre ardente [« The Burning Court »], Paris, Librairie des Champs-Élysées, coll. « Le Masque no 1986 », 1990, 254 p. (ISBN 2-7024-2019-2, BNF 35070292)
- (fr) John Dickson Carr (auteur) et Maurice-Bernard Endrèbe (traducteur), La Chambre ardente [« The Burning Court »], Paris, Librairie des Champs-Élysées, coll. « Le Club des Masques no 616 », 1992, 253 p. (ISBN 2-7024-2312-4, BNF 35070292)
- (fr) John Dickson Carr (auteur) et Maurice-Bernard Endrèbe (traducteur), La Chambre ardente [« The Burning Court »], Paris, Librairie générale française, coll. « Le Livre de Poche no 9606 », 1993, 253 p. (ISBN 2-253-06299-5, BNF 35562221)
- (fr) John Dickson Carr (auteur) et Maurice-Bernard Endrèbe (traducteur), La Chambre ardente [« The Burning Court »], « in » J.D. Carr, vol. 7, Paris, Librairie des Champs-Élysées, coll. « Les Intégrales du Masque », 2003, 1438 p. (ISBN 2-7024-3081-3, BNF 39034777)
  - Ce volume omnibus réunit les romans suivants : La Main de marbre, Les Meurtres de Bowstring, La Chambre ardente, Mort dans l'ascenseur, Un coup sur la tabatière, Les Neuf Mauvaises Réponses.
- (fr) John Dickson Carr (auteur) et Maurice-Bernard Endrèbe (traducteur), La Chambre ardente [« The Burning Court »], Paris, Éditions du Masque, coll. « Masque poche no 35 », 2014 (ISBN 978-2-7024-4036-0, BNF 43742598)

## Adaptations

### Au cinéma
- 1962 : La Chambre ardente, film français réalisé par Julien Duvivier, avec Charles Spaak comme coscénariste, qui reprend fidèlement l'intrigue de Dickson Carr tout en l'adaptant aux années 1960 et en francisant les noms des personnages. Les principaux interprètes en sont Jean-Claude Brialy, Édith Scob et Claude Rich.

### À la télévision
- 1960 : The Burning Court, épisode 2, saison 1 de la série télévisée américaine Dow Hour of Great Mysteries (en), réalisé par Paul Nickell, adaptation de La Chambre ardente, avec George C. Scott, Barbara Bel Geddes, Robert Lansing et Anne Seymour
- 1979 : La dama dei veleni, mini-série italienne en trois épisodes réalisée par Silverio Blasi, adaptation de La Chambre ardente, avec Ugo Pagliai, Susanna Martinková et Warner Bentivegna.

## Source bibliographique
- Roland Lacourbe, John Dickson Carr : scribe du miracle. Inventaire d'une œuvre, Amiens, Encrage, 1997, p. 97-98.